# Sint-Annakapel (Thorn)

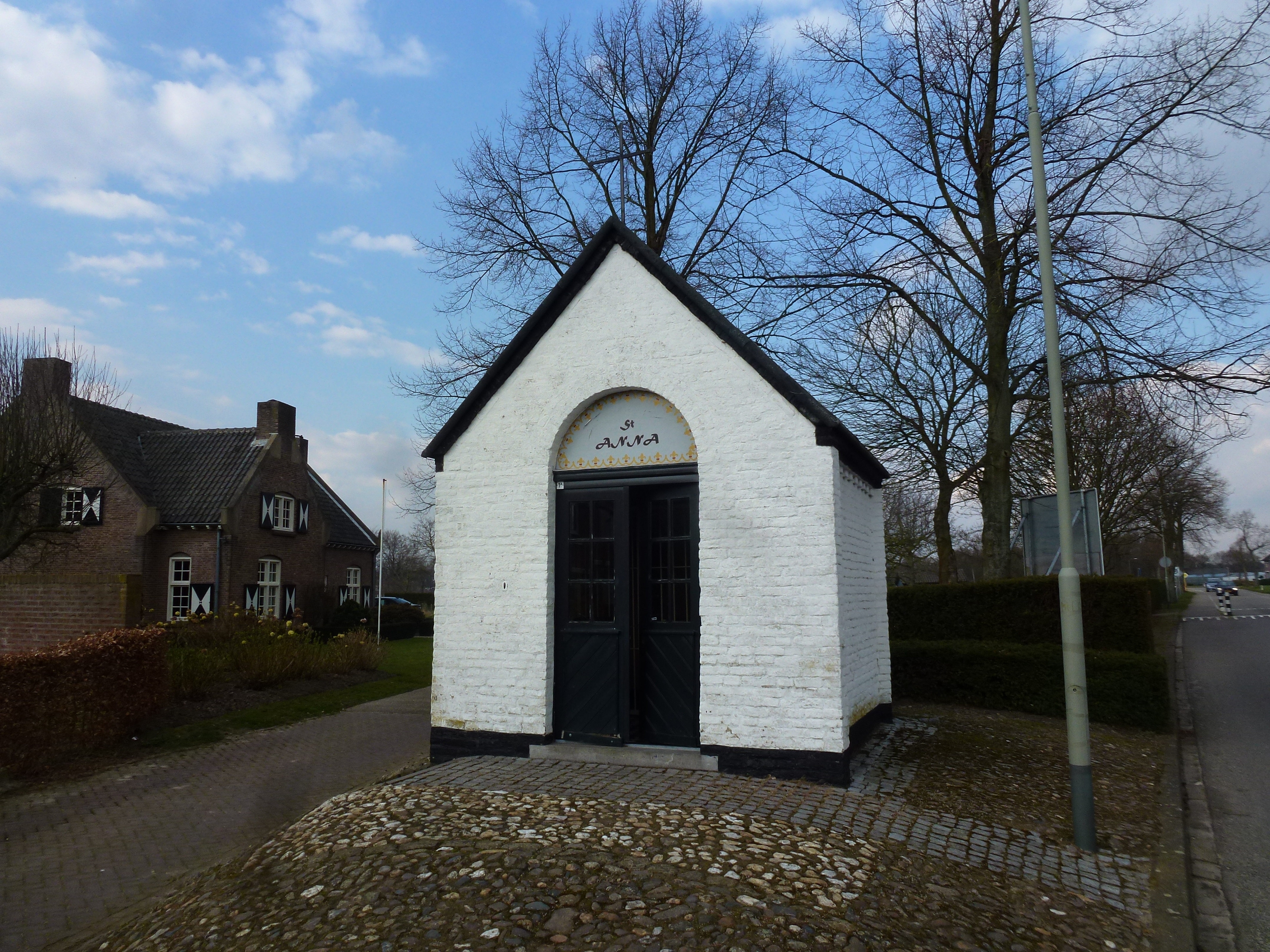
Sint-Annakapel

De Sint-Annakapel is een betreedbare veldkapel in Thorn in de Nederlandse gemeente Maasgouw. De kapel staat aan de Boekenderweg, nabij 26A
Op ongeveer 400 meter naar het noordwesten staat de Loretokapel, op ongeveer 425 meter naar het noorden de Sint-Antoniuskapel, op ongeveer 375 meter naar het zuidoosten de Sint-Ansfriedkapel en op ongeveer 375 meter naar het zuidwesten de Sint-Nepomucenuskapel.
De kapel is gewijd aan de heilige Anna.

## Geschiedenis
Waarschijnlijk werd in de 17e eeuw de kapel gebouwd.
In juli 1967 werd de kapel ingeschreven in het rijksmonumentenregister.
In 1984 werd de kapel gerestaureerd en op 26 juli werd het nieuwe Annabeeld ingezegend. Het beeld toonde Anna die op haar schoot een boek had (symbool van wijsheid) met naast haar de jonge Maria die les krijgt van haar moeder.
In 2001 werd de kapel opnieuw gerestaureerd, kreeg toen een nieuw altaar en kreeg daarbij ook een ander beeld. Het beeld dat eerder in de kapel stond staat er sindsdien buiten.

## Bouwwerk
Voor de kapel ligt er een bestrating van Maaskeien.
De wit geschilderde bakstenen kapel met zwarte plint heeft een driezijdige koorsluiting en wordt gedekt door een zadeldak met bitumen. Op de hoeken zijn er steunberen aangebracht en onder de daklijst bevindt zich een bloktand. De frontgevel is een topgevel met op de top een metalen kruis. In de frontgevel bevindt zich de rondboogvormige toegang die wordt afgesloten met een dubbele deur en erboven in het boogveld een timpaan met de tekst St. Anna.
Van binnen is de kapel bepleisterd en crèmekleurig beschilderd onder een lichtblauwe koepel. Tegen de achterwand is een houten altaar geplaatst met aan de voorzijde het opschrift:

Genitricis Filii tui Mater(Van haar die uw Zoon baart, de moeder)

Op het altaar staat een polychroom beeld van Anna te Drieën die de heilige Anna toont met op haar schoot haar dochter Maria en het kindje Jezus.